# BIIK Kazygurt
BIIK Kazygurt (Kasakhisk: БИІК-Қазығұрт) er en fodboldklub for kvinder, hjemmehørende i Shymkent, Kasakhstan, der konkurrerer i det kasakhstanske mesterskab. Klubben blev oprindelig etableret i Almaty som Alma-KTZh, det vandt fem mesterskaber på rad mellem 2004 og 2008 under dette navn og repræsenterede Kasakhstan i UEFA Women's Cup. Holdet blev overhalet af SShVSM Almaty, men efter at klubben blev reetableret, vandt holdet pokalturneringen i 2010 og det nationale mesterskab i 2011. Holdet har flere gange deltaget i UEFA Women's Champions League.

## Titler
- Kasakhstanske kvinders fodboldmesterskab (18)
  - 2004, 2005, 2006, 2007, 2008, 2011, 2013, 2014, 2015, 2016, 2017, 2018, 2019, 2020, 2021, 2022, 2023, 2024
- Kasakhstanske kvinders pokalturnering (12)
  - 2007, 2008, 2010 – 2019
- Kasakhstanske Super Cup (kvinder)
  - 2013[4]